# Michèle Gary
Michèle Gary est une comédienne française connue notamment pour les films Cruel et Amour d'enfance.

## Biographie
Michèle Gary soutient une thèse universitaire en théâtre et pédagogie. Auteure, metteure en scène et comédienne, elle collabore avec de nombreuses compagnies théâtrales d'Occitanie. Gary s'intéresse aux écritures classiques et contemporaines (Aristophane, Labiche, García Lorca) comme aux textes scientifiques (Jean-Henri Fabre). Elle réalise plusieurs adaptations de textes de, entre autres, Montesquieu ou Buzzati et met en scène des pièces contemporaines, des écrits poétiques (Prévert, Desnos) et des déambulations théâtrales. Elle compose également des cabarets littéraires.
Gary collabore avec François Terrieux en 2008 lors de la création à la Halle aux Grains du "Jeu de la création" de Thierry Machuel.
Michèle Gary est intervenante artistique au lycée Raymond Naves de Toulouse jusqu'en juin 2024.
Depuis 2016, elle est la metteure en scène de la compagnie de théâtre amateur l'Atelier de la Gare à Montrabé, avec laquelle elle a notamment monté La Visite de la vieille dame de Friedrich Dürrenmatt en 2023 (prix de la meilleure mise en scène lors de la 17e édition du festival de théâtre amateur Théâtra-Vallon à Marcillac-Vallon) et Le Jeu du boulevard en 2024, d'après les vaudevilles de Georges Feydeau et Eugène Labiche.

## Filmographie

### Cinéma
- 2001 : Amour d'enfance d'Yves Caumon
- 2014 : Cruel d'Eric Cherrière
- 2023 : Le livre des solutions de Michel Gondry

### Télévision
- 1994 : Le dernier tour de Thierry Chabert
- 2014 : Crime en Aveyron de Claude-Michel Rome

#### Mini-séries
- 1998 : La Clef des champs
- 2008 : Disparitions, retour aux sources